# Swobodnyj (rejon primorsko-achtarski)
Swobodnyj (ros. Свободный) – chutor w Rosji, w Kraju Krasnodarskim, w rejonie primorsko-achtarskim. W 2010 liczył 1287 mieszkańców.